# Daniela Dessì
Daniela Dessì (Gènova, Itàlia, 14 de maig de 1957 - Brescia, 20 d'agost del 2016) fou una soprano italiana.

## Biografia
Daniela Dessì va completar els seus estudis de cant i piano al Conservatori Arrigo Boito de Parma i va continuar la seva especialització en "canto da concerto" a l'Accademia Chigiana de Siena. El 1979 va debutar al Teatre dell'Opera Giocosa de Savona amb La serva padrona de Pergolesi, constituint des de llavors un repertori que inclou una setanta de títols, que van des de Monteverdi fins a Prokófiev, passant pel repertori barroc i les heroïnes mozartianes i verdianes. El 1980 va ser finalista del Concorso Internazionale di Voci Nuovi de la RAI, darrere de Cecilia Gasdia.
Va participar en nombroses produccions al Teatre alla Scala de Milà amb Riccardo Muti (Don Carlo Falstaff, Rèquiem de Verdi, Così fan tutte i Les noces de Fígaro, Adriana Lecouvreur, Madama Butterfly). A la Staatsoper de Viena amb Claudio Abbado en la direcció orquestral, va cantar Simon Boccanegra, Don Carlo, Tosca i Aida. Al Metropolitan Opera, amb James Levine al pòdium, va interpretar I Pagliacci, La Bohème i Andrea Chénier.
L'Òpera de Berlín i la de Dresden amb Giuseppe Sinopoli, la va tenir en la seva magistral interpretació d'Aïda i el Rèquiem de Verdi. A Bolonya amb Daniele Gatti va cantar Tosca, Aïda, Falstaff i Don Carlo. A la Bayerische Staatsoper, sota la batuta de Zubin Mehta, va participar en les produccions de Falstaff, Rèquiem, Tosca i Don Giovanni. Novament amb Muti apareix a l'Òpera de Filadèlfia amb I Pagliacci. Per a l'Òpera de Roma amb Gianluigi Gelmetti va cantar Iris i El tríptic - interpretant per primera vegada a Itàlia els tres rols protagonistes. En el Festival Rossini de Pesaro una altra vegada amb Gianluigi Gelmetti, va interpretar Il Signor Bruschino i Guglielmo Tell. A l'Arena di Verona amb Georges Prêtre i Zubin Mehta el Rèquiem de Verdi i altres produccions entre les quals es compten Otello, Aïda, Tosca i Madama Butterfly. A Zúric amb Bruno Bartoletti, La cena delle beffe, Luisa Miller i I Pagliacci i amb Nikolaus Harnoncourt, Aïda. Es va presentar a Tòquio amb James Levine a I Pagliacci, i amb Gustav Kuhn a La Bohème.
La temporada 2006-2007 va veure la seva tornada al Gran Teatre del Liceu de Barcelona amb Manon Lescaut sota la direcció escènica de Liliana Cavani i amb Renato Palumbo al pòdium.